# Incendies (film)
Pour les articles homonymes, voir Incendies.
Pour plus de détails, voir Fiche technique et Distribution.
Incendies est un film dramatique québécois réalisé par Denis Villeneuve, qui a écrit le scénario avec Valérie Beaugrand-Champagne et sorti en 2010. Le film est inspiré de la pièce de théâtre Incendies de Wajdi Mouawad, elle-même inspirée de la vie de Souha Bechara.
Il est présenté en première mondiale lors de la 67e Mostra de Venise et sélectionné dans la catégorie du meilleur film en langue étrangère en vue de la 83e cérémonie des Oscars. Le film remporte neuf prix à la 13e cérémonie des Jutra le 13 mars 2011, dont celui du meilleur film et du meilleur scénario. Incendies est considéré comme l'un des 10 meilleurs films de 2011 par The New York Times.
Le film évoque les jumeaux Jeanne et Simon qui, à la suite du décès de leur mère Nawal Marwan, se voient remettre deux lettres par le notaire Jean Lebel. L'une qu'ils doivent donner à leur père qu'ils n'ont jamais connu et qu'ils croyaient mort, et l'autre à leur frère dont ils ignoraient l'existence. Commence alors pour les jumeaux une longue quête vers leurs origines, et le dévoilement de la vie secrète de leur mère.

## Synopsis
L'intrigue repose sur le conflit entre musulmans et chrétiens durant une guerre civile dans un pays imaginaire, aux toponymes inventés. On pense au Liban, bien que le mot ne soit jamais prononcé dans le film, mais le réalisateur a voulu « rester dans un univers imaginaire. Incendies est un film qui parle de politique sans être lui-même politique : il s’agit de traiter de la colère, pas de la provoquer. »
L'histoire commence dans la partie chrétienne, au nord d'une contrée fictive du Moyen-Orient. Nawal Marwan, de confession chrétienne, est forcée d'abandonner son premier fils, Nihad, à sa naissance car il était le fruit d'une relation avec un musulman. La grand-mère de Nawal le marque toutefois au talon droit de trois points alignés verticalement à titre de signe distinctif, après quoi l'enfant est placé dans un orphelinat à Daresh — la capitale fictive de ce pays fictif —, où sa mère se promet de venir le rechercher, une fois qu'elle aura terminé ses études.
Mais les tensions éclatent dans le pays et, voulant retrouver son enfant, Nawal se rapproche de la zone de conflits. Quand elle arrive à l'orphelinat, il est trop tard : le bâtiment a été détruit par des milices musulmanes qui ont emmené les enfants avec eux, du côté des camps de réfugiés de Deressa. Elle prend donc un bus à destination de ce camp. Mais le bus est attaqué par des chrétiens à la solde d'un chef politique, qui massacrent les passagers musulmans, et Nawal ne doit son salut qu'à la croix qu'elle porte autour du cou. Quand elle arrive enfin à Deressa, elle découvre les ruines du camp de réfugiés, entièrement détruit par les chrétiens. Dans ces conditions, avec son fils avalé par la guerre, le père de son fils assassiné, elle n'a plus rien à perdre et rejoint un groupe radical musulman. Elle infiltre le camp adverse en tant que professeur de français et réussit à assassiner un dirigeant politique chrétien (le chef de la milice chrétienne).
Pour ce meurtre, elle est condamnée sans procès et enfermée pendant 15 ans à la prison secrète de Kfar Ryat, dans le sud, qui évoque la prison de Al-Khiam, à l'époque sous contrôle israélien. Elle y est régulièrement torturée et violée par Abou Tarek, un ancien tireur d'élite recyclé en bourreau. Elle chante souvent pour ne pas sombrer dans le désespoir et la folie. Durant sa détention, elle tombe enceinte de son bourreau et accouche de jumeaux, ceux-là mêmes qui rechercheront leurs origines.
C'est que son fils, Nihad de Mai (surnom provenant de la date de son inscription dans les registres de l'orphelinat de Daresh), avait entretemps été recruté et formé par les milices musulmanes. Tireur d'élite hors pair, il veut s'enrôler dans les rangs des combattants martyrs et mourir afin que ses photos soient largement médiatisées et que sa mère puisse ainsi voir son visage ; toutefois, son chef, Chamsedinne, s'y oppose. Sans famille, sans attache, Nihad devient possédé par la guerre. Devenu franc-tireur, il est désormais « soldat de la mort » qui « tire sur tout ce qui bouge », dira de lui Chamseddine dans le film. Mais Nihad finit par être capturé par le camp chrétien qui en fait un gardien de prison. Et c'est là que Nihad Harmanni, qui va prendre le nom d'Abou Tarek, devient le bourreau de sa propre mère — dont il ignore tout.
À sa sortie de prison, « la femme qui chante » apprend que ses jumeaux sont encore vivants. Elle les retrouve, et son ancien chef de milice les exfiltre tous les trois au Canada, une récompense pour « services rendus ». Là-bas, bien des années plus tard, alors qu'elle se baigne dans une piscine publique, elle voit un homme au bord du bassin, qui lui tourne le dos. Elle aperçoit alors le tatouage que l'homme porte au talon, et reconnaît les trois points qui avaient été tatoués à son fils, quarante ans auparavant, la dernière fois qu'elle a vu son fils nouveau-né avant qu'elle n'ait dû l'abandonner. Cet homme n'est donc autre que Nihad. Mais très vite l'horreur saisit Nawal quand l'homme se retourne et qu'elle reconnaît en lui son bourreau, Abou Tarek. Le choc est alors si grand que Nawal en mourra peu de temps après, confiant seulement son secret au notaire Lebel, son patron, que ce dernier restituera par écrit sous forme de trois lettres : Lettre au père, Lettre au fils et Lettre aux jumeaux. Les derniers vœux de Nawal sont de remettre chacune des trois lettres à leurs destinataires respectifs ; que celle destinée aux jumeaux leur soit remise seulement après qu'ils auront appris la vérité et auront remis au destinataire les deux autres lettres ; que ce ne soit qu'après que les trois lettres soient remises à leurs destinataires respectifs que le corps de Nawal puisse être enterré dignement.

En apprenant la vérité, les jumeaux sont, naturellement, bouleversés au plus haut point. Ils sont conduits par Lebel à Nihad Harmanni, à qui ils remettent les deux premières lettres de Nawal. La Lettre au père est pleine de colère, tandis que la Lettre au fils est pleine d'amour. Les deux premiers vœux de Nawal étant exaucés, les jumeaux se voient remettre par Lebel la troisième et dernière lettre qui parle de l'importance du pardon. Nawal a enfin droit à sa pierre tombale, « tournée vers le soleil », et une épitaphe : « La vérité est faite, le fil de la haine est coupé ». La scène finale du film montre Nihad Harmanni se recueillant sur la tombe de sa mère.

« Un plus un, ça peux-tu faire un ? »

— Simon Marwan

## Fiche technique
Sauf indication contraire, les informations mentionnées dans cette section peuvent être confirmées par les bases de données cinématographiques IMDb et Allociné,  présentes dans la section « Liens externes ».
- Titre original : Incendies
- Réalisation : Denis Villeneuve
- Scénario : Denis Villeneuve et Valérie Beaugrand-Champagne, adapté de la pièce Incendies de Wajdi Mouawad
- Musique : Grégoire Hetzel
- Supervision musicale : Pascal Mayer
- Conception visuelle : André-Line Beauparlant
- Décors : Diane Gauthier
- Costumes : Sophie Lefebvre
- Maquillage : Kathryn Casault
- Coiffure : André Duval
- Photographie : André Turpin
- Son : Jean Umansky, Sylvain Bellemare, Jean-Pierre Laforce
- Montage : Monique Dartonne
- Production : Kim McCraw, Luc Déry
- Coproduction : Miléna Poylo, Gilles Sacuto, Anthony Doncque
- Production associée : Phoebe Greenberg, Penny Mancuso
- Production déléguée : Stephan Traynor, Sylvie Trudelle
- Sociétés de production : micro_scope, TS Productions (coproduction), Phi Group (en association)
- Sociétés de distribution : Sony Pictures Classics (États-Unis), Happiness Distribution (France), Christal Films, Les Films Séville (Québec)
- Budget : 6 500 000 $[4]
- Pays d’origine :  Canada
- Langue : français, arabe, anglais
- Format : couleur (Technicolor) — 35 mm — 1,85:1 — son Dolby Digital
- Genre : drame
- Durée : 131 minutes
- Dates de sortie :
  - Italie : 3 septembre 2010 (première mondiale lors de la 67e édition de la Mostra de Venise)[5]
  - Belgique : 4 septembre 2010 (Festival international du film francophone de Namur (FIFF))
  - États-Unis : 4 septembre 2010 (37e édition du Festival du film de Telluride)[6]
  - Canada : 13 septembre 2010 (première canadienne lors de la 35e édition du Festival international du film de Toronto (TIFF))
  - Canada : 17 septembre 2010 (sortie en salle au Québec)
  - Canada : 15 mars 2011 (DVD et Blu-ray)
  - Belgique : 12 janvier 2011
  - France : 12 janvier 2011
  - Italie : 21 janvier 2011
  - États-Unis : 22 avril 2011
- Classification :
  - États-Unis : R
  - France : Tous publics avec avertissement (visa d'exploitation no 128172 délivré le 10 janvier 2011)
  - Québec : 13 ans et plus[7]

## Distribution
Pour ce film, le réalisateur a travaillé avec de nombreux amateurs en Jordanie, pays du tournage.
- Lubna Azabal : Nawal Marwan
- Mélissa Désormeaux-Poulin : Jeanne Marwan
- Maxim Gaudette : Simon Marwan
- Rémy Girard : le notaire Jean Lebel
- Abdelghafour Elaaziz : Abou Tarek / Nihad de Mai / Nihad Harmanni
- Allen Altman : le notaire Maddad
- Mohamed Majd : Wallat Chamseddine
- John Dunn-Hill : le professeur Said Haidar
- Nabil Sawalha : Fahim Harrsa
- Baya Belal : Maika, infirmière de la prison
- Bader Alami : Nicolas Marwan
- Majida Hussein : la grand-mère de Nawal
- Karim Babin : le garde du corps de Chamseddine
- Yousef Shweihat : Sharif, guide de Deressa

## Production
Le film a été tourné au Canada et en Jordanie.

## Musique
La bande originale du film est composée par Grégoire Hetzel. Dans le morceau principal au titre éponyme, le compositeur cite le début du quatrième mouvement de la troisième symphonie de Gustav Mahler : « O Mensch! ».

## Réception
Aux États-Unis, le film Incendies connaît un très bon départ pour la première semaine, gagnant 18 000 $ par écran. En comparaison du film Revenge de Susanne Bier (qui a le même distributeur américain que le film Incendies, à savoir Sony Pictures Classics), la gagnante de l'Oscar du meilleur film étranger avait une moyenne d'environ 8 000 $ par écran à sa sortie américaine.
Les critiques américaines positives pour un film québécois sont très rares. Selon le baromètre de « fraîcheur » de Rotten Tomatoes, si la cote du film Incendies atteint 93 %, Les Invasions barbares de Denys Arcand, lauréat de l'Oscar du meilleur film en langue étrangère, a cumulé une cote aussi très enviable de 82 % depuis 2003. Avec 93 %, Incendies est, en 2011, le deuxième film le mieux coté par la critique aux États-Unis, après la comédie satirique américaine Les Winners et devant le film français Des hommes et des dieux, de Xavier Beauvois.

### Box-office
| Pays                     | Box-office      | Date de sortie    |
| ------------------------ | --------------- | ----------------- |
| Mondial                  | 15 671 656 $    | 17 septembre 2010 |
| Box-office international | 10 883 038 $US  | 12 janvier 2011   |
| Box-office Québec        | 3 750 000 $     | 17 septembre 2010 |
| Box-office Canada        | 4 788 618 $     | 20 janvier 2011   |
| Box-office France        | 315 000 entrées | 12 janvier 2011   |
| Box-office États-Unis    | 2 071 334 $     | 22 avril 2011     |
| Box-office Australie     | 1 178 539 $     | 3 mars 2011       |
| Box-office Israël        | 36 000 entrées  | 10 juin 2011      |

#### Québec
Au début d'octobre 2010, après dix-sept jours d'exploitation, le film franchit le cap du million de dollars canadiens au box office. Présenté sur trente-six écrans dans la province de Québec, le film se classe en deuxième position derrière Le réseau social lors de sa troisième fin de semaine en salles. Après neuf semaines, le film occupe le huitième rang au box-office avec des recettes totalisant environ 2,4 millions de dollars. À la fin de l'année 2010, le film a engrangé environ 2 575 300 $, ce qui en fait le deuxième film ayant engendré le plus de recettes cette année-là après Piché, entre ciel et terre. Après cinq mois à l'affiche au Québec, ce film dépasse les trois millions de dollars. Avec la nomination du meilleur film étranger aux Oscars récemment, le film a connu un regain d'intérêt au Québec. Pour répondre aux demandes des spectateurs, depuis le 4 février[Quand ?], ce film est à l'affiche de trente-trois salles partout au Québec, soit vingt salles supplémentaires en plus des treize salles déjà disponibles depuis une semaine. À la vingt-quatrième semaine, les recettes québécoises ont dépassé les trois millions et demi de dollars. Le film est toujours à l'affiche depuis six mois, du rarement vu. Même si le DVD est disponible dans les vidéoclubs, le film est encore[Quand ?] projeté en douze salles de cinéma et vient surpasser le film le plus populaire de 2010, Piché, entre ciel et terre avec 3,7 millions de dollars.
Quinze ans après sa sortie, le film sera de retour à l'affiche dans plusieurs salles du Québec, dans une version restaurée en 4K.

#### Canada
Pour la recette totale, y compris le Canada anglais, depuis la sortie, Incendies a rapporté 4 788 618 dollars, dont 3 750 000 dollars au Québec.

#### France
Incendies sort sur soixante-six écrans en France en janvier 2011. Après une semaine, on dénombre environ 41 570 entrées.
Après trois semaines, il a grimpé à quelque 115 000 entrées, ce qui se trouve être un excellent score pour un film québécois en France. À la quatrième semaine, il vient dépasser les 140 000 entrées, confirmant son succès avec une constance remarquable. Le nombre d'écrans a été augmenté à 95 écrans. Même s'il ne figure plus dans le box-office français, le nombre d'entrées continue de grimper lentement et, le 23 février 2011, Isabel Dubar, la directrice du distributeur Happiness, est fière d'annoncer que le film a dépassé les 200 000 entrées. Aucun film québécois n'a réussi à atteindre les 200 000 entrées depuis Les Invasions barbares. Alors que la distribution ne compte aucune vedette et que le réalisateur est inconnu en Europe, le bouche-à-oreille est la cause de ce succès remarquable.  Finalement, ce sont quelque 301 779 spectateurs qui ont vu le long métrage québécois.

#### États-Unis
Le film sort le 22 avril 2011 aux États-Unis. Pour le premier week-end, trois salles étaient à l'affiche à New-York et à Los Angeles et le long métrage a obtenu des recettes de plus de 54 000 dollars, soit une moyenne de 18 000 dollars par écran.  À la fin de l'année 2011, le site Indiewire.com a dressé la liste des dix longs métrages en langue étrangère qui ont amassé le plus de recettes sur le sol américain. Incendies figure en cinquième place, ce qui est considéré comme un succès. 

#### Monde
Alors que Incendies est déjà disponible en DVD au Québec et bientôt en France, les cinquante pays qui ont acheté les droits viennent de commencer à diffuser le film en salles, notamment en Islande, au Moyen-Orient et en Australie, puis en Grande-Bretagne et en Scandinavie.

### Accueil critique

#### Québec
Incendies est bien accueilli par la critique, qui apprécie l'adaptation cinématographique de la pièce : le cinéma de Villeneuve apporte à l'œuvre un réalisme qui complète à merveille la dimension profondément tragique et iconique de la pièce de Mouawad. Le site Mediafilm.ca a accordé au film une note remarquable, soulignant que « Denis Villeneuve signe son meilleur film à ce jour. » The Gazette a attribué la mention rare de « chef-d'œuvre » à ce film pour décrire la performance étonnante d'Azabal. Le site Rue Frontenac lui a donné 4,5 étoiles sur cinq possibles, et La Presse, Le Soleil, Le Journal de Montréal, Échos Vedettes, Cinoche.com et Ici Weekend ont tous accordé quatre étoiles sur cinq.

#### France
En France, le site Allociné propose une moyenne de 4,3/5 étoiles à partir de l'interprétation de dix-huit titres de presse. Le Journal du dimanche, Le Point et Télé 7 jours ont particulièrement aimé le film. Les critiques les moins bonnes proviennent des Cahiers du cinéma et de Studio Ciné Live avec 2/5 étoiles parce qu’Incendies n'a « pas davantage joué sur les zones d'ombre au lieu d'écraser le récit sous le flot d'une lumière dénuée de mystère et d'intensité, assurément bien loin de celle du feu. »

#### États-Unis
Les premières critiques sont plus que positives. Le film Incendies arrive en tête des nouveautés cinéma de la semaine les mieux cotées par les critiques, selon le site spécialisé Indie Wire. Sur le célèbre site internet Rotten Tomatoes, le film de Denis Villeneuve obtient une cote impressionnante de 93 % pour le bilan des critiques des différents médias nord-américains. Le magazine Entertainment Weekly a accordé une excellente note de A- au film, tandis que le New York Magazine parle d'un « film extraordinaire ». Joshua Rothkopf dans le Time Out New York a écrit que, « drame politique stupéfiant pouvant rappeler le cinéma intimiste de Bernardo Bertolucci, Incendies est un film puissant ». A.O. Scott, de The New York Times, a choisi ce film de la semaine pour de cette « chronique d'une impressionnante nuance ». Bob Mondello, de la prestigieuse radio publique NPR, a ajouté que c'est « Bouleversant, cathartique, un film à couper le souffle ». Peter Travers, du magazine Rolling Stone, écrit que ce film est « Un thriller dévastateur du cinéaste québécois Denis Villeneuve, qui vous happe et ne vous quitte plus. Il n'y a aucune façon de chasser ce film de vos rêves. »
Si la précieuse statuette de l'Oscar du meilleur film étranger a échappé à Denis Villeneuve (il a été récemment remis à Revenge de Susanne Bier), Joe Morgenstern du Wall Street Journal écrit malgré tout : « Voici le film qui aurait dû gagner l'Oscar du meilleur film en langue étrangère cette année. » Toutefois, le film connaît quelques critiques négatives dont celle du Village Voice qui trouve au film de Villeneuve « des airs de telenovela latino-américaine plutôt que de tragédie grecque. » Le tabloïd New York Post reproche au film un regard jugé « anti-occidental ». Mais dans l'ensemble, le film obtient un véritable succès critique.

### Sortie en DVD
À peine sorti en DVD et en Blu-ray au Québec, depuis le 15 mars 2011, Incendies fait un tabac dans les magasins et clubs vidéo. Selon le palmarès pour la semaine du 14 au 20 mars, il était premier tant dans les locations que dans les ventes, en DVD et en Blu-ray, dans les magasins Archambault et Le SuperClub Vidéotron. Même dans les librairies Renaud-Bray, le film est également au sommet du palmarès des ventes. Christian Théberge, directeur des ventes, section divertissement maison (Québec) chez le distributeur Séville, a indiqué : « depuis que le site iTunes propose des films en français, soit environ un an, Incendies a battu tous les records de téléchargements et de ventes pour un film en français. »

## Distinctions

### Récompenses
- 35e Festival international du film de Toronto (Toronto), meilleur film canadien[29]
- 30e Festival international du film de l'Atlantique (Halifax), meilleur film canadien [30]
- 25e Festival international du film francophone de Namur (Belgique), prix du public[31].
- 55e Semaine du cinéma international de Valladolid (Espagne), prix du public, prix du meilleur scénario et prix du jury des jeunes [32]
- 26e Festival du film de Varsovie (Pologne), Grand prix du jury [33]
- 40e Festival international du film de Rotterdam (Pays-Bas), prix du public [34].
- Prix du Centre national des Arts du Canada[35].
- 31e Prix Génie[36], huit statuettes :
  - Meilleur film
  - Meilleure réalisation
  - Meilleure actrice (Lubna Azabal)
  - Meilleure adaptation
  - Meilleure direction-photo
  - Meilleur son d'ensemble
  - Meilleur montage sonore
  - Meilleur montage
- 13e cérémonie des Jutra, neuf prix :
  - Meilleur film
  - Meilleure réalisation : Denis Villeneuve
  - Meilleure actrice : Lubna Azabal
  - Meilleur scénario : Denis Villeneuve, avec la collaboration de Valérie Beaugrand-Champagne
  - Meilleure direction de la photographie : André Turpin
  - Meilleure direction artistique : André-Line Beauparlant
  - Meilleur son : Sylvain Bellemare, Jean Umansky et Jean-Pierre Laforce
  - Meilleur montage : Monique Dartonne
  - Meilleurs costumes : Sophie Lefebvre
- Lumières de la presse internationale 2012 : Meilleur film francophone[37]
- Meilleure actrice au Magritte du cinéma

### Nominations
- Oscars 2011 : meilleur film en langue étrangère[38].
- David di Donatello 2011 : meilleur film étranger
- BAFTA 2012 : meilleur film en langue étrangère
- César 2012 : meilleur film étranger

## Restauration
En mai 2023, Téléfilm Canada annonce que le film sera restauré.

#### Ouvrages
- Sébastien Fevry, Serge Gortely, Arnaud Join-Lambert (dir.), Regards croisés sur Incendies. Du théâtre de Mouawad au cinéma de Villeneuve, Louvain-la-Neuve, Academia-L’Harmattan, coll. « Imaginaires », 2016, 142 p. (présentation en ligne).

#### Articles
- Flora Champy, « Incendies : l’identité contre la guerre », sur nonfiction.fr, 3 février 2011 (consulté le 4 mai 2020).
- Fanny Lautissier, « Incendies : tragédie et temps présent », Les Cahiers de l'Orient, vol. 106, no 2,‎ 2012, p. 91-98 (lire en ligne, consulté le 4 mai 2020).